# 1945 في تونس
فيما يلي قوائم الأحداث التي وقعت خلال عام 1945 في تونس.